# Mosaico del Nilo de Palestrina

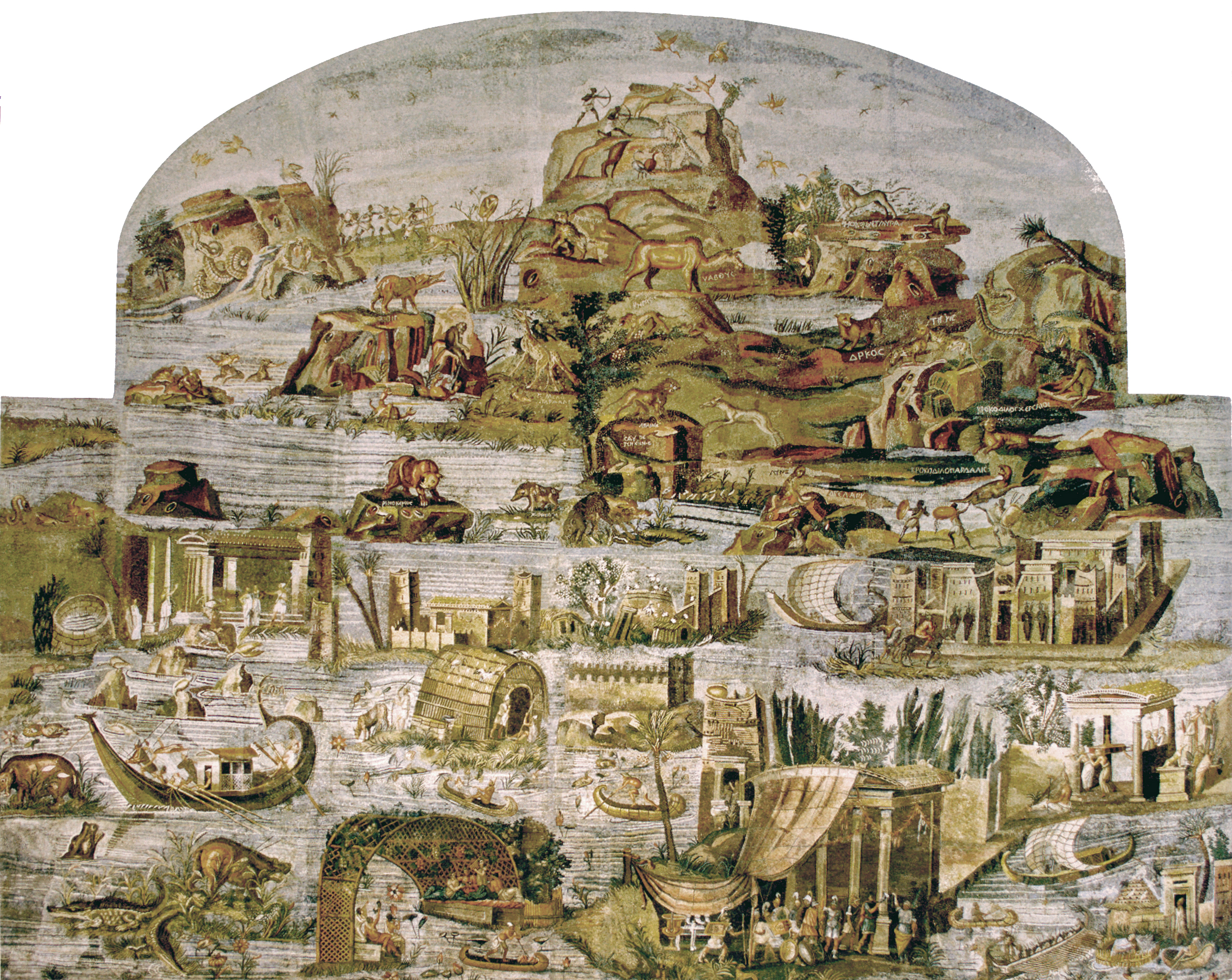
El Mosaico del Nilo de Palestrina.

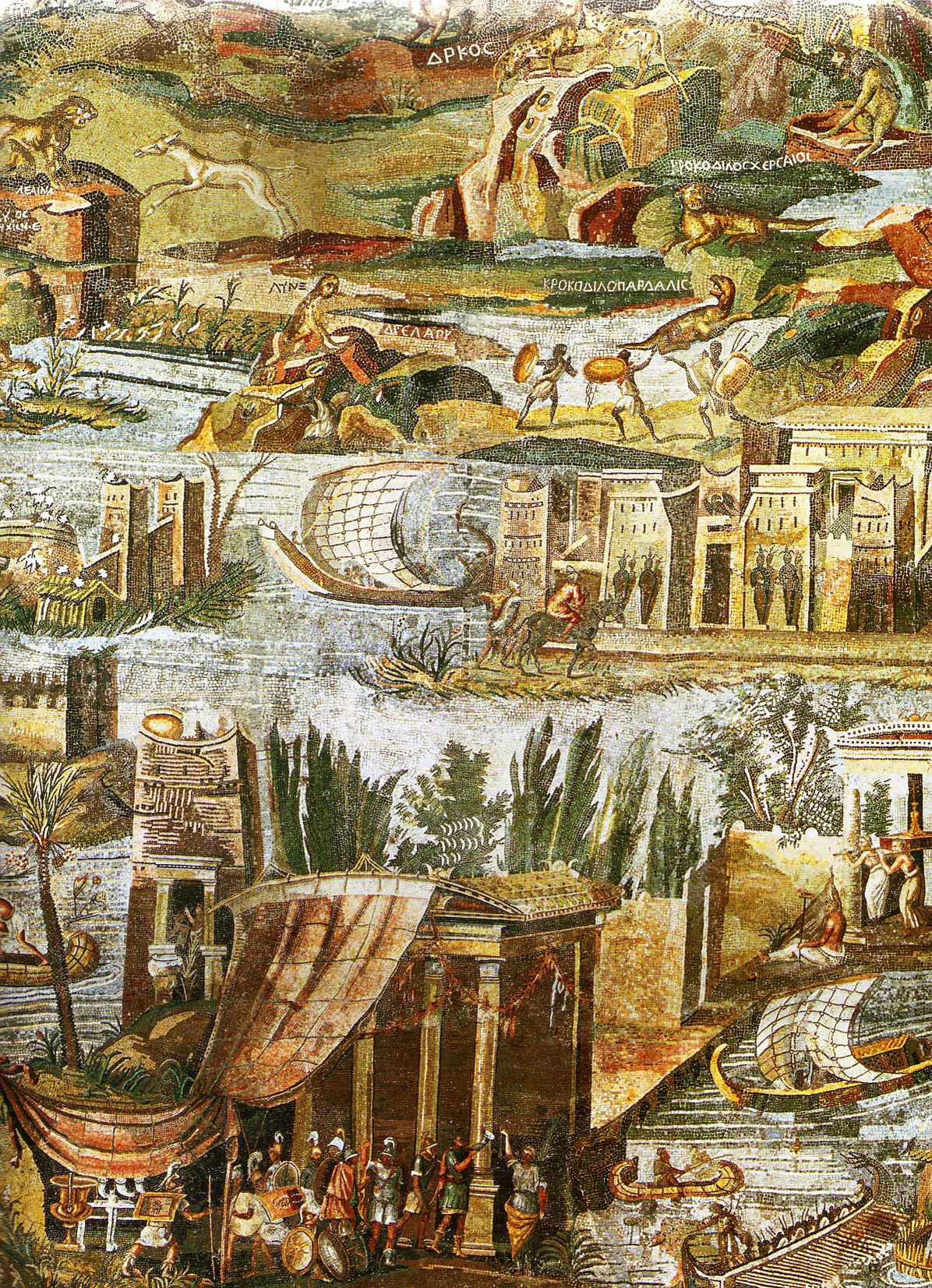
Detalle del mosaico.

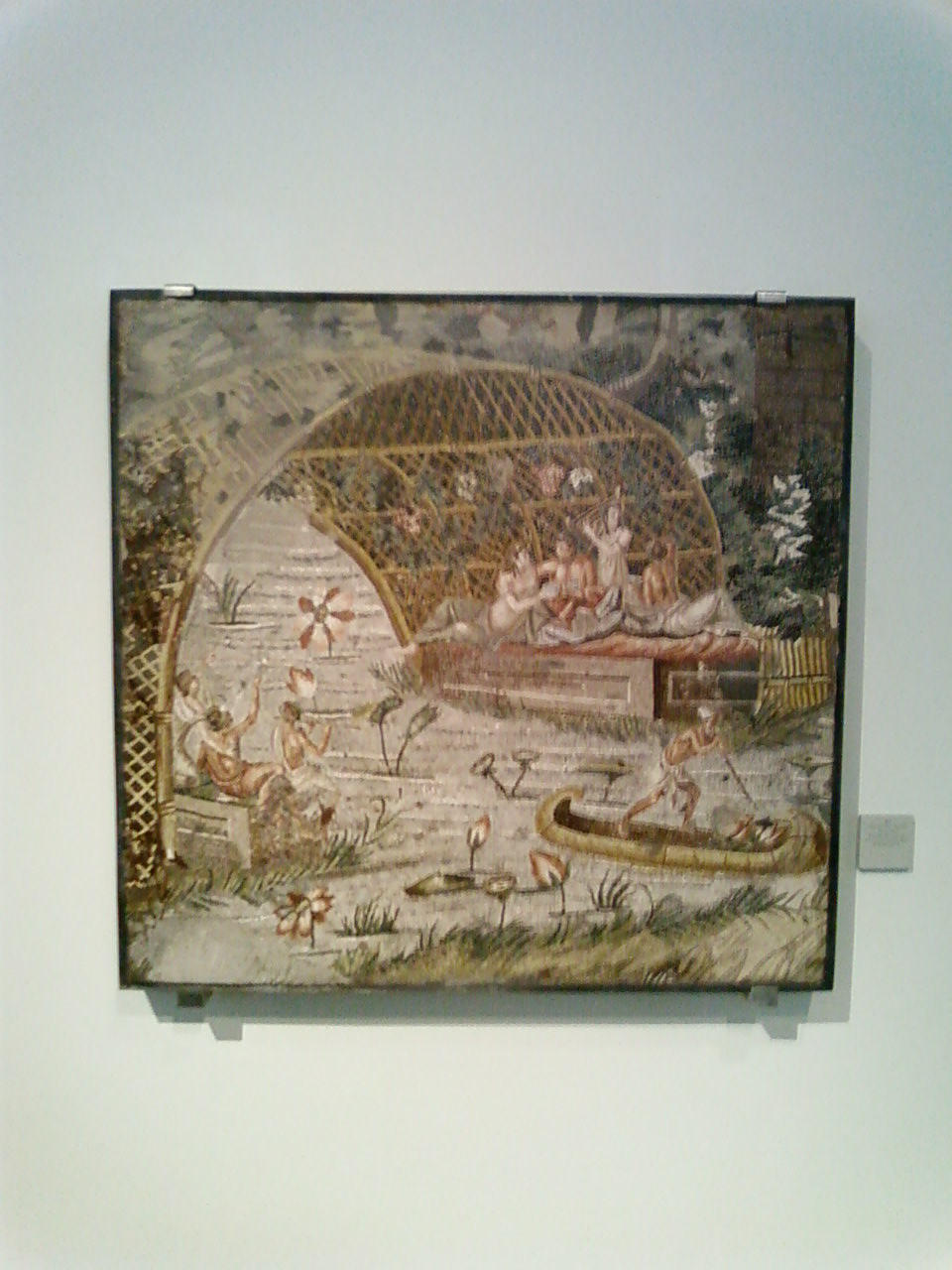
Otro detalle (Altes Museum, Berlín).

El Mosaico del Nilo de Palestrina es un mosaico de piso de fines del período helenístico que presenta al río Nilo en su curso desde Etiopía hasta el Mediterráneo. Mide 5,85 m de ancho y 4,31 m de alto y permite asomarse a la fascinación que sentían los romanos por el exotismo de Egipto en el siglo I a. C., además es una manifestación temprana del rol de Egipto en el imaginario europeo y un ejemplo del género de "paisaje del Nilo", el cual tiene una larga historia iconográfica en Egipto y en el Egeo.

## Descripción
El mosaico, con un marco en forma de arco que identifica la ubicación original como un piso en un ábside en una gruta, muestra representaciones detalladas de los griegos ptolomeos, etíopes negros en escenas de caza, y diversos animales del Nilo. Es la más antigua de las representaciones romanas de escenas del Nilo, de las cuales varias otras han sido excavadas en Pompeya. Existe cierto consenso en cuanto al fechado de la obra. Paul G. P. Meyboom sugiere una fecha poco antes de la época de Sila (hacia el 100 a. C.) y considera al mosaico una evidencia temprana de la diseminación de cultos egipcios en Italia, donde Isis fue  sincretizada con Fortuna. Se cree que la moda por las escenas del Nilo fue traída a Roma por Demetrio el Topógrafo, un artista griego del Egipto ptolomeo activo hacia el 165 a. C. Claire Préaux enfatiza la naturaleza "escapista" de la escenografía fantástica.

## Historia

### Orígenes
El Mosaico del Nilo y el Mosaico del pez, aparentemente estaban todavía visibles hacia el siglo XV en la ciudad italiana de Palestrina, antigua Praeneste. En 1507 Antonio Volsco, un humanista del círculo de Pomponio Leto, hace referencia a los mosaicos que se encontraban todavía in situ entre los restos del santuario de Sila dedicado a la  Fortuna Primigenia. En aquella época el pueblo era propiedad de la familia romana Colonna, cuyo palazzo en Palestrina ocupaba un sector de las ruinas.
Es probable que el mosaico haya sido el referido en un muy conocido pasaje de la Historia Natural de Plinio, relacionado con mosaicos en Italia:

Los mosaicos comenzaron a ser utilizados durante el régimen de Sila. De hecho existe hoy en día uno fabricado con muy pequeñas téseras que fue colocado en el templo de Fortuna en Palestrina

### sigloXVII
En el siglo XVII, Palestrina fue transferida a la familia Barberini, quienes entre 1624 y 1626 hicieron levanta el mosaico de su ubicación original, sin dejar registros de su composición general, y  luego de algunas mudanzas y daños, lo colocaron en exposición en el Palazzo Barberini, Palestrina, donde permanece hasta la actualidad. El mosaico fue restaurado y reparado en numerosas oportunidades, pero unas cuidadosas acuarelas de las secciones fueron pintadas para Cassiano dal Pozzo antes de la restauración inicial en el opificio de San Pedro. El descubrimiento por parte de Helen Whitehouse  de las acuarelas extraviadas durante mucho tiempo permitió realizar una reconstrucción de los segmentos sobrevivientes (Whitehouse, aunque se desconocen detalles importantes de la composición original. Desde 1953 el mosaico ha sido un elemento destacado del Museo Nazionale Prenestino en el Palazzo Barberini de Palestrina.